# Sălcioara, Vaslui
Sălcioara este un sat în comuna Banca din județul Vaslui, Moldova, România. Se află în partea de sud a județului,  în Dealurile Fălciului, pe malul drept al Bârladului. La recensământul din 2002 avea o populație de 65 locuitori.